# FreeSWITCH
FreeSWITCH是一个自由开源的软交换。它采用Mozilla Public License（MPL）授权协议，MPL是一个开源的软件协议。它的核心库libfreeswitch可以嵌入其它系统或产品中，也可以作為一个单独的应用存在。

## 历史
FreeSWITCH项目最初于2006年1月在O'Reilly Media's ETEL会议上发布。  2007年6月，FreeSWITCH 被Truphone 采用。2007年8月, Gaboogie 宣布使用FreeSWITCH作为电话会议平台。
FreeSWITCH的第一个官方的1.0.0版（Phoenix）发布于2008年5月26日。2008年7月24日发布了一个小的更新版。 1.2.1版发布于2012年8月. Anthony Minessale announced在ClueCon 2012上宣布了1.2.0版的发布.2021年10月25号发表1.10.7版本。

## 设计
据其主要开发者Anthony Minessale所说， FreeSWITCH 致力于做一个 软交换，它建立于一个坚实的核心上面，由一个有限状态机驱动。  该项目的目标包括稳定，可伸缩性，以及抽象性。
为了减少复杂性及避免重复发明轮子，FreeSWITCH 使用其它开源免费的函式库来提供必要的功能。典型的有：
- Apache Portable Runtime (APR and APR-Util)
- SQLite – 一个轻量级的SQL引擎
- PCRE – Perl兼容的正则表达式引擎
- Sofia-SIP – 一个开源的 SIP UA 库
- libspeex – Speex DSP 库
- mod_spandsp（页面存档备份，存于） 支持 T.38 传真
- libSRTP – Secure Real-time Transport ProtocolSRTP的一个开源实现

编译FreeSWITCH时并不是所有这些库都是必要的，只是在某些模块需要用到它们，如Codec模块等。FreeSWITCH是一个模块化结构的程序，模块可以扩展核心的功能，而内部的抽象层则可以避免模块间的相互依赖关系。目标是避免加载一个模块时又依赖其它模块。

## 特性
FreeSWITCH包含大量的模块，如缺省的包括视频会议，使用XML-RPC 控制呼叫，Interactive voice response (IVR), TTS/ASR (语音合成和语音识别), Public switched telephone network (PSTN) 接口，可连接模拟和数字中继，VoIP 协议包括 SIP，SCCP, H.323, XMPP, GoogleTalk, t.38 等等。
使用FreeSWITCH库开发程序可以使用 C/C++, Python， Perl， Lua，JavaScript， Java 以及 Microsoft .NET 通过Microsoft 的 CLR 或Mono。不管是何种语言，FreeSWITCH都能提供对外的呼叫控制接口以及IVR控制功能，以便于开发人员使用。
呼叫控制接口可以使用Event Socket，它是一个 网络套接字 连接软件和协议。基本上任何语言都可以通过Event Socket与它通信，进而控制呼叫流程。FreeSWITCH也自带了一个 Event Socket 库 (ESL) 以及 "ESL-wrappers"，支持 Erlang, JavaScript, Lua, Perl, PHP, Python, and Ruby.

## 编解码支持
FreeSWITCH支持很多的语音编解码:
- PCMU – G.711 µ-law
- PCMA – G.711 A-law
- G.722
- G.722.1
- G.722.1c
- G.726
- G.726 with AAL2 packing
- G.729 (默认透传模式，转码可以在FreeSWITCH官网购买许可，每通道10美金，或使用Sangoma转码卡)[15]
- GSM
- CELT
- iLBC
- DVI4 (IMA ADPCM)
- BroadVoice
- SILK
- Speex
- CODEC2
- Siren
- LPC-10
- G.723.1 (默认透传模式，转码可以使用Sangoma转码卡)
- AMR (默认透传模式，转码可以使用Sangoma转码卡-仅限AMR-NB)
- iSAC
- Opus（测试阶段）

FreeSWITCH支持的视频编码（1.7版支持视频转码）:
- H261
- H263
- H263+ (H263-1998)
- H263++ (H263-2000)
- H264
- VP8
- Theora
- MP4

某些编码只支持透传，这意味着FreeSWITCH对这些媒体不进行任何处理，而把原始压缩的内容直接“透传”到对方。这使得双方都有兼容的编码时可以相互通信，而这些编码可能因为专利等原因不能在FreeSWITCH内部提供。由于使用这些编码里数据无法解码，某些IVR或录音应用就受到限制。
FreeSWITCH也支持硬件编码软件卡，如Sangoma的板卡。 通过硬件实现编解码，可以节约服务器端的CPU，而且通过硬件实现的转码都已经包含正常的许可证，这也解决了上面的透传问题。

## 操作系统与编译环境支持
- AuroraUX (LLVM+Clang/gmake)
- Sun Solaris 10 UNIX (Sun Studio)
- BSD系统（包括FreeBSD 8-10，NetBSD 6，OpenBSD 5） (gmake)
- Mac OS X (make)
- Linux系统（包括Red Hat Enterprise Linux，CentOS，Debian(可以运行于树莓派)，Ubuntu等）
- Microsoft Windows (原生支持，有二进制安装程序)
- Pfsense

## 问题
- BRI 支持需要基于Sangoma硬件板卡[18]

## 与其它类似的电话软件比较
FreeSWITCH 填补了简单的仅仅是路由电话的纯交换软件如 GnuGK 和 SER, 和那些主要用于 PABX 或 IVR的应用如 Asterisk 以及其衍生品之间的空白。FreeSWITCH 可以作为，如一个 PABX，一个 voicemail 系统, 一个 电话会议系统或一个 电话卡系统 – 可以使用任何语言来构建这样的产品。

## 衍生产品
FreeSWITCH 是很多商业的和开源的装在盒子里的PABX的核心组件。某些商业产品是软硬件结合的。
例如 Barracuda Networks CudaTel VOIP PBX 系列以及 Gemeinschaft_(PBX).